# Jacques Perrier
Jacques Pierre Perrier (Bagnolet, 12 ottobre 1924 – Gassin, 23 giugno 2015) è stato un cestista francese.

## Carriera
Con la Francia ha disputato i Giochi olimpici di Londra 1948, i Campionati europei del 1946, quelli del 1947 e i Campionati mondiali del 1950.